# Turistická značená trasa 5640
 Turistická značená trasa č. 5640 měří 3,4 km, spojuje rozcestí Dropkov v Dedošovej dolině a vrchol Ostredok v centrální části pohoří Velká Fatra na Slovensku.

## Průběh trasy
Od chaty Dropkov stoupá prudce, v závěru strmě nejprve lesnatým porostem, ke konci travnatým terénem k vrcholku Ostredok
| Km  | Místo            | Navazující a křižující trasy                                        | Souřadnice                      | Nadm. výška  |
| --- | ---------------- | ------------------------------------------------------------------- | ------------------------------- | ------------ |
| 0   | Dropkov          | 8648                                                                | 48°54′23″ s. š., 19°2′36″ v. d. | 839 m n. m.  |
| 3,4 | Ostredok - rázc. | Naučná stezka Hrebeňom Veľkej Fatry, 0870 Velkofatranská magistrála | 48°54′8″ s. š., 19°4′45″ v. d.  | 1590 m n. m. |